# Crizbav, Brașov
Crizbav, mai demult Crisbav (in maghiară Krizba, Rákospatak, în dialectul săsesc Kriszbich, în germană Krebsbach, Kriesbach, Kreischbach, Kripobach) este satul de reședință al comunei cu același nume din județul Brașov, Transilvania, România. Se află la 10 km de DN 13 și la 6 km de calea ferată. Aparține regiunii istorice Țara Bârsei.

## Etimologie
Crizbav, respectiv Krizba, provine din variațiunea dialectală săsească a denumirii germane Krebsbach, care a fost tradus din maghiară (Rákospatak), însemnând pârâul cu raci.

## Istoric
Localitatea a fost întemeiată în sec. XIV și s-a concentrat în jurul fortificației din sat. În apropierea satului se află ruinele  cetății cunoscută sub numele german de Heldenburg, construită de  Ladislau cel Sfânt, regele Ungariei, în 1080, care a fost reparată de aristocratul secui Mihály Nemes în anii 1200. Fortificația a fost utilizată pe vremea răscoalelor  săsești din 1324 și 1332.

## Demografie
Populația Crizbavului numără în jur de 1.710 persoane, dintre care 46% români, 38% rromi și 17% maghiari. După sex, bărbații reprezintă 47% din populația comunei, iar  femeile - restul de 53%.

## Economie
Activitățile economice principale ale satului se bazează pe agricultură (creșterea animalelor, cultivarea terenurilor) și pe exploatările forestiere. De asemenea bianual este organizat un târg animale, pe 17 aprilie și pe 16 octombrie. 

## Obiective turistice
- Cetatea Heldenburg, cod LMI 2004: BV-II-m-A-11662

În apropierea Crizbavului, la cca. 4 km vest de sat, la cota 1104 m, se află cetatea Crizbavului (Heldenburg), construită se pare la începutul secolului al XI-lea de regele Ladislau cel Sfânt al Ungariei. Astăzi se mai păstrează doar un donjon care îndeplinea rolul de apărare a porții. De aici se poate vedea o priveliște deosebită cu întreaga Țară a Bârsei și toți munții care o înconjoară, de la Apața până la Zărnești.
- Situl arheologic de la Crizbav, cod LMI 2004: BV-I-s-A-11273
  - Fortificație medievală, cod LMI 2004: BV-I-m-A-11273.01
  - Așezare hallstattiană, cod LMI 2004: BV-I-m-A-11273.02
  - Fortificație dacică, cod LMI 2004: BV-I-m-A-11273.03
- Biserica evanghelică-luterană Crizbav[3] În jurul anului 1427 exista deja biserica veche, care era autonomă, înainte fiind doar o filie a bisericii din Feldioara. Piatra de fundație pentru biserica nouă, actuală, a fost pusă în 1850, iar biserica a fost sfințită la 25 mai 1854, la sărbătoarea Înălțării Domnului.
- Biserica ortodoxă cu hramul „Înălțarea Domnului”[4][5] a fost ridicată în perioada 1829 -1836.

## Personalități
- Mózes Árpád (n. 25 iulie 1931 Crizbav – d. 1 mai 2013 Budapesta) preot evanghelic, episcop din Transilvania, revoluționar în 1956[6]
- Seres András (n. 23 martie 1935 Crizbav – d. 25 noiembrie 1992 Arcuș), renumit etnograf din Țara Bârsei[7][8]

## Galerie imagini

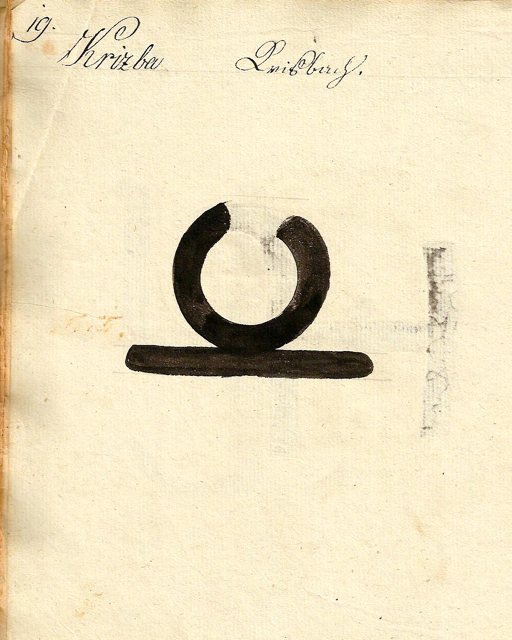
1826 - Danga pentru vitele din Crizbav
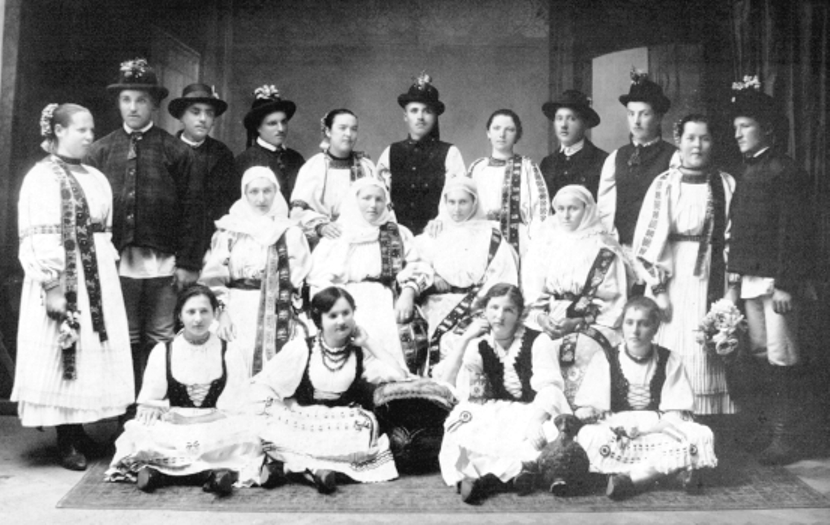
1890 - Port popular ceangăiesc din Crizbav
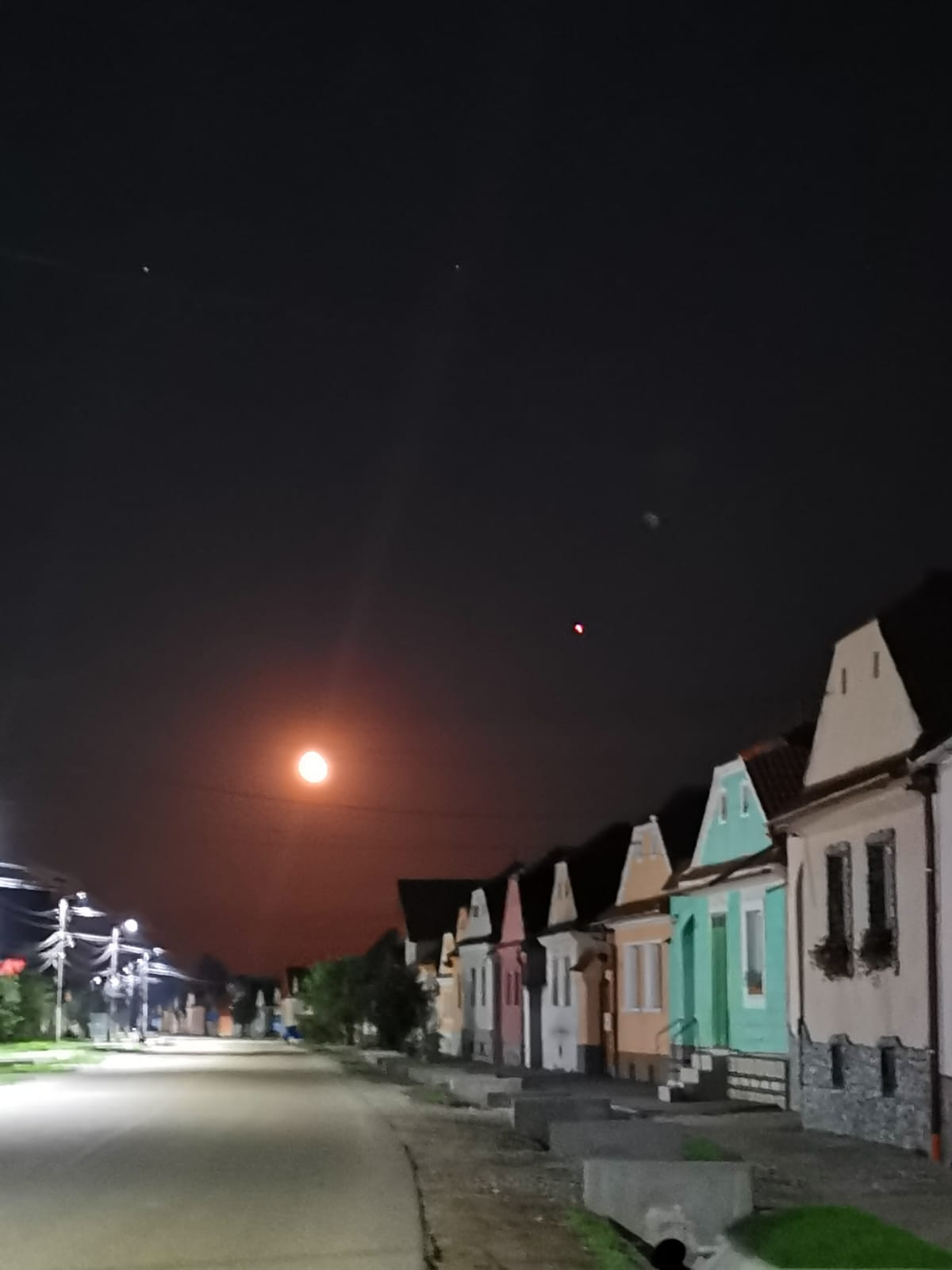
Crizbav sub clar de lună
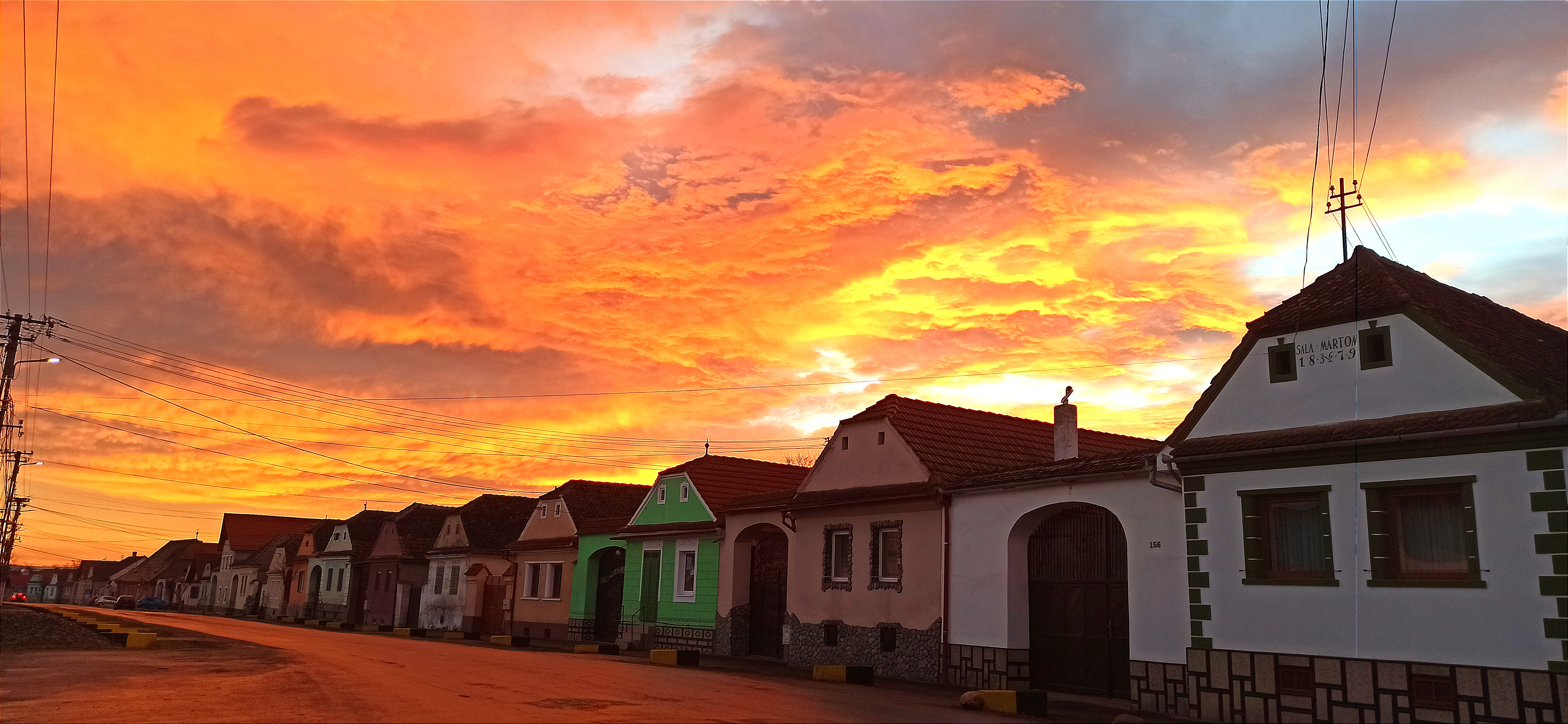
Răsărit de soare la Crizbav
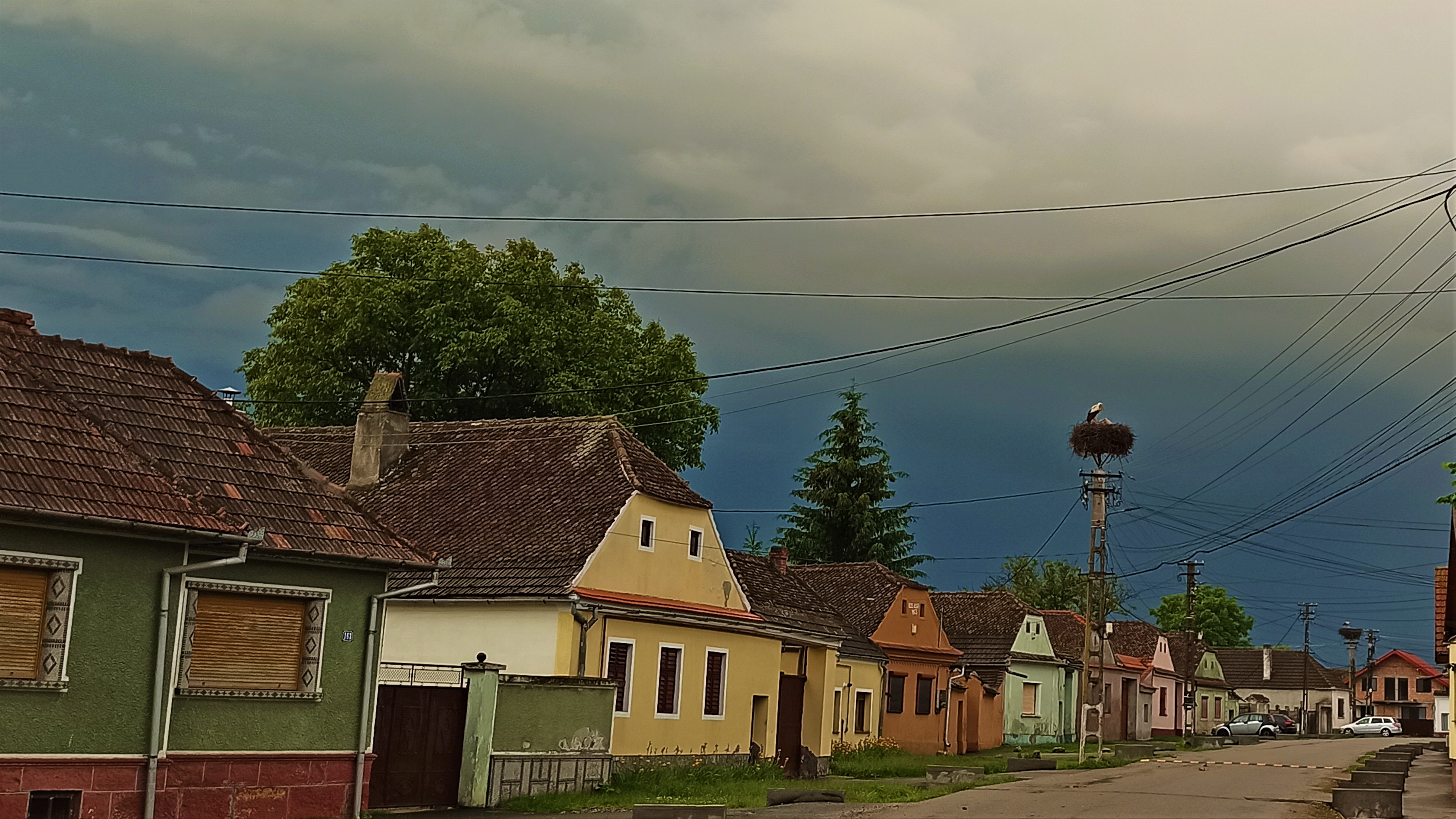
Str Mijlocie Crizbav
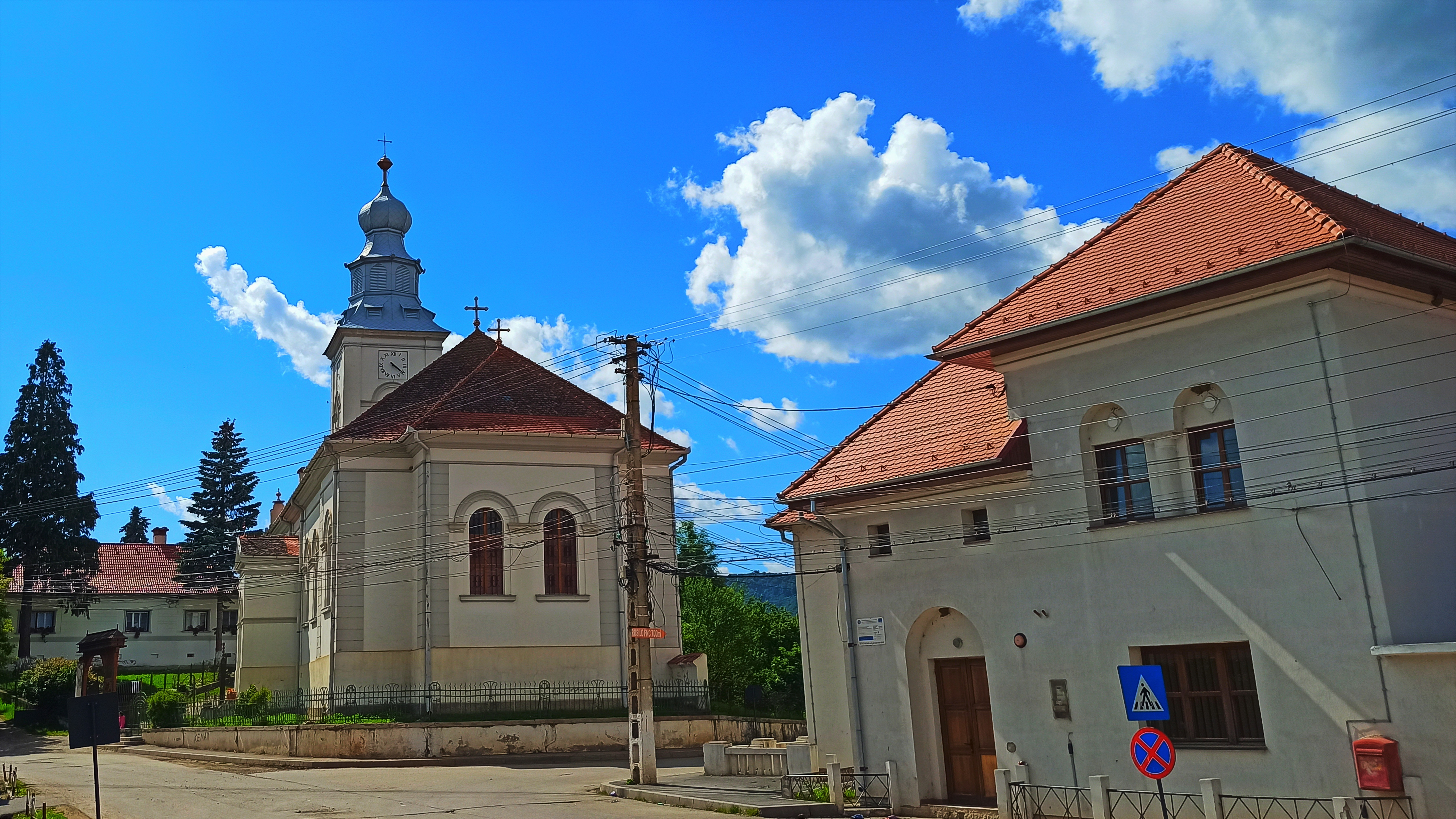
Biserica evanghelică luterană și Căminul Cultural
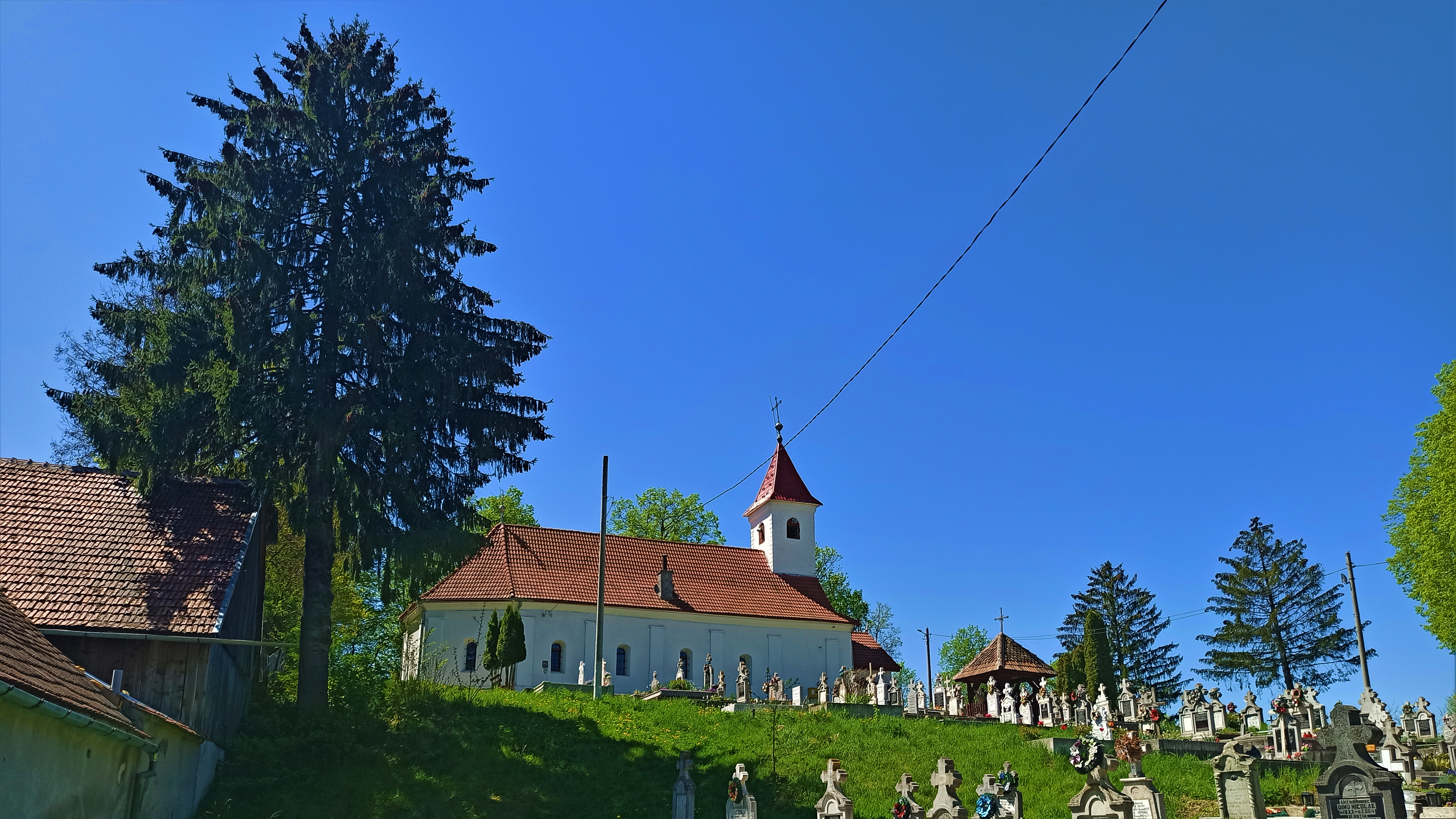
Biserica ortodoxă „Înălţarea Domnului”
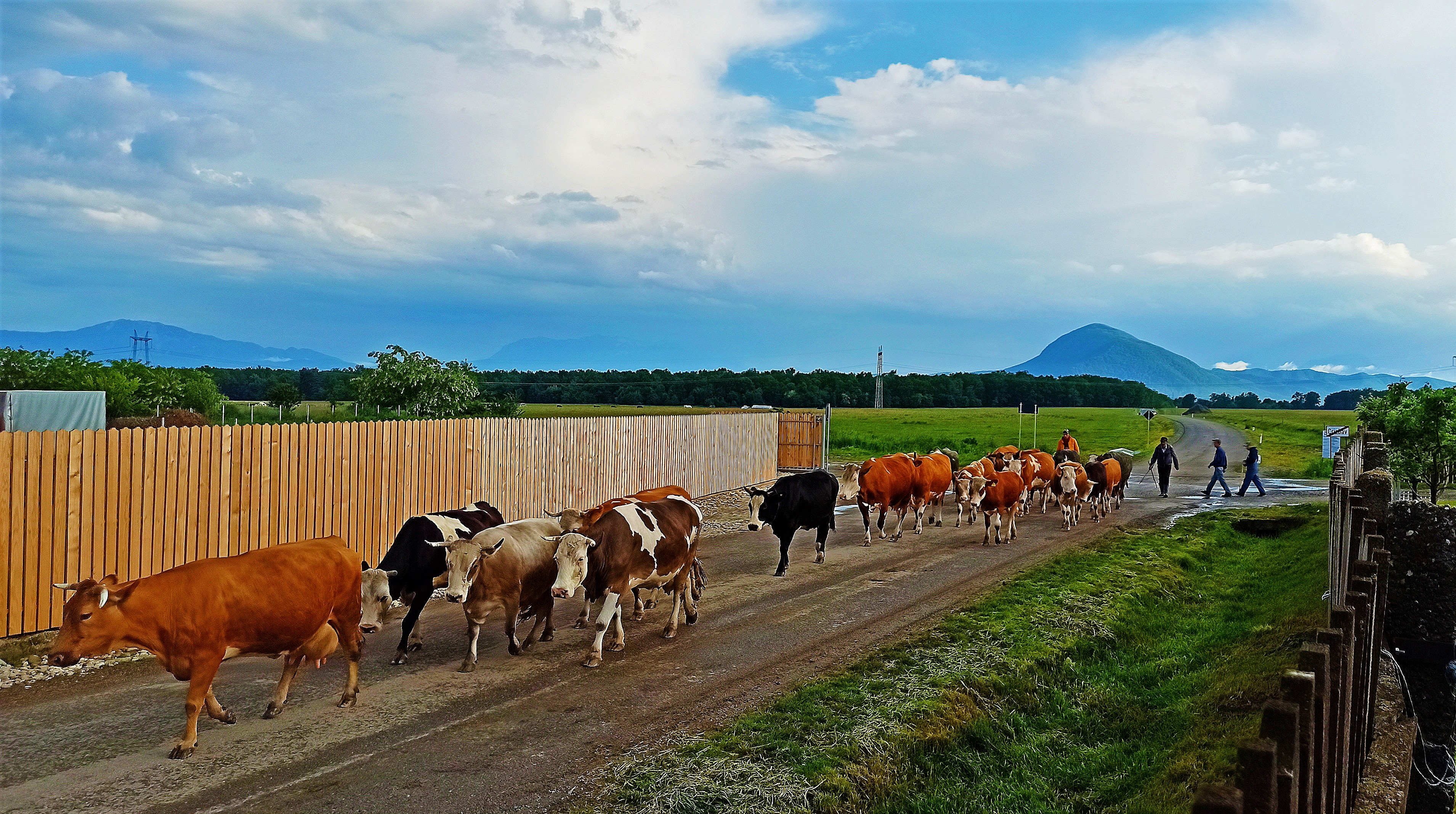
Ciurda se întoarce la Crizbav. În fundal Munții Măgura Codlei